# Zděchov
Zděchov település Csehországban, Vsetíni járásban. Zděchov Lužná, Hovězí, Huslenky, Francova Lhota és Valašská Senice településekkel határos. Lakosainak száma 556 fő (2024. január 1.).

## Népesség
A település lakosságának változását az alábbi diagram mutatja:
| Lakosok száma | 888  | 745  | 906  | 705  | 657  | 664  | 584  | 590  | 568  | 556  |
|               | 1869 | 1890 | 1921 | 1950 | 1980 | 2001 | 2017 | 2019 | 2022 | 2024 |